# 莫里斯·库昂德特
伊罗帕·莫里斯·库昂德特（英語：Iropa Maurice Kouandété，1932年9月22日－2003年4月7日）是一名貝南軍官和政治家，他十幾歲時便投入了軍隊生活。而在軍旅生活中他成功獲得貝南北部和中部地區士兵的歡迎，但是相對地許多來自南方的士兵則對其極為蔑視。《華盛頓郵報》記者吉姆·霍格蘭（Jim Hoagland）便描述库昂德特為「喜怒無常、輝煌和雄心蓬勃的士兵」。1967年12月17日時，他發起軍事政變推翻貝南總統克里斯托夫·索格洛。